# 亢宿增三
室女座96，又名BD-09 3865，HD 123630、SAO 158385、HR 5298，是室女座的一颗恒星，视星等为6.47，位于銀經332.2，銀緯48.08，其B1900.0坐标为赤經14h 3m 40.8s，赤緯-9° 48.08′ 39″。